# Championnat de Russie de football de troisième division
La Division A de la Deuxième ligue (russe : Вторая лига Дивизион «А», Vtoraïa Liga Divizion A) est une compétition russe de football fondée en 1992 après la dissolution de l'Union soviétique. Elle constitue la troisième division du football professionnel russe et succède à la troisième division soviétique.
Sur la base de l'ancien championnat soviétique, la compétition est à l'origine appelée Deuxième ligue jusqu'en 1998, date à laquelle elle adopte le nom Deuxième division (russe : Второй дивизион). Organisé depuis ses débuts par la Ligue de football professionnel (abrégée PFL), l'organisation donne son nom à la compétition à partir de 2013 avant que celle-ci ne passe dans les mains de la Ligue nationale de football (ru) en 2021. Celle-ci la renomme brièvement FNL-2 avant de revenir à l'appellation des premières années dès 2022.
Le nombre d'équipes prenant part au championnat varie d'édition en édition, au gré des formats. Celui-ci atteignant ses plus haut chiffres durant les périodes 1992-1993 et 1998-2002, avec plus de 100 participants, le maximum absolu étant atteint lors de la saison 1993 qui voit 124 équipes se répartir en sept groupes. Ce chiffre est en baisse constante depuis les années 2000, notamment en raison des difficultés financières dans le football russe, atteignant son minimum lors de la saison 2016-2017 qui voit 58 clubs participer à la compétition. De 1992 à 2023, la troisième division conserve généralement une organisation par poules, dont le nombre varie de trois à sept selon les saisons.
Lors de la saison 2023-2024, la compétition connaît une réorganisation majeure et se scinde en deux divisions, la Division A, qui devient la troisième division de fait, et la Division B, qui devient la quatrième. La Division A ne se compose alors plus que de vingt équipes réparties en deux groupes, le groupe Or, qui détermine les promotions, et le groupe Argent, qui détermine les relégations. Au terme de la saison, les deux premiers du groupe Or sont promus en deuxième division tandis que le troisième et le vainqueur de la première moitié de saison disputent un barrage pour déterminer le troisième promu. Les relégations sont appliquées au terme de la première moitié de saison, lorsque les quatre derniers du groupe Argent sont remplacés par les quatre vainqueurs de groupe de la Division B.

## Histoire
Le championnat est géré par la Ligue de football professionnel russe (PFL), qui donne son nom à la compétition, entre 1992 et 2010 et depuis la saison 2013-2014. Les saisons 2011-2012 et 2012-2013 ont quant à elles été organisées par le département du football professionnel de la fédération russe de football.
Durant l'été 2021, l'organisation de la troisième division passe aux mains de la Ligue nationale de football (ru) (FNL), qui gère également le championnat de deuxième division. Le nom de la compétition est changé dans la foulée pour devenir le « Championnat de deuxième division de la FNL » lors de la saison 2021-2022. Le championnat redevient la Deuxième ligue dès l'édition suivante.

## Format
Le championnat est divisé en cinq zones géographiques (Ouest, Sud, Centre, Oural-Povoljié et Est) formant des groupes constitués d'un nombre variable d'équipes. Les vainqueurs de chaque groupe sont promus en deuxième division à l'issue de chaque saison et sont remplacés par les cinq clubs relégués de cette division. Les cinq équipes terminant dernières de leurs groupes respectifs sont reléguées en Ligue amateur et perdent leur statut professionnel.
En fonction du nombre d'équipes en lice dans chaque groupe, celles-ci s'affrontent deux à quatre fois par saison.

### Évolution du nombre de participants
Le nombre de clubs participants à la troisième division change chaque saison, du fait de la multitude de clubs se retirant ou s'inscrivant indépendamment des relégations et promotions sportives. Ainsi lors de ses deux premières saisons, la troisième division comptait respectivement 115 et 124 participants répartis en six et sept zones. Ce nombre décline fortement entre les saisons 1994 et 1997 avec l'envoi d'une grande partie de ces équipes en quatrième division, alors professionnelle durant cette période, réduisant le nombre de participants à une soixantaine répartis d'abord en quatre puis trois groupes. La déprofessionnalisation de la quatrième division en 1998 voit le retour de ces équipes reléguées qui portent une nouvelle fois le nombre de participants au-delà de la centaine répartis en six groupes. Du fait de plusieurs retraits progressifs d'équipes non-remplacées, le nombre d'équipes engagées repasse en dessous de la centaine à partir de la saison 2003, qui voit le passage à cinq groupes, format encore en vigueur aujourd'hui. Par la suite le nombre de participants diminue de manière perpétuelle, passant en dessous de la soixantaine pour la première fois lors de la saison 2016-2017.
Les groupes de l'Extrême-Orient russe ont toujours compté le moins d'équipes, notamment du fait des coûts de déplacement plus importants et des revenus moindres que dans les autres groupes. En particulier, entre 2011 et 2016, le nombre de clubs participants a été divisé par deux, passant de treize à six. Par manque de participants, la Ligue de football professionnel annonce la disparition du groupe Est à partir de la saison 2020-2021.
| Saison    | Total | Zone 1   | Zone 2   | Zone 3   | Zone 4          | Zone 5 | Zone 6 | Zone 7 |
| --------- | ----- | -------- | -------- | -------- | --------------- | ------ | ------ | ------ |
| 1992      | 115   | 20       | 22       | 21       | 21              | 18     | 13     |        |
| 1993      | 124   | 14       | 18       | 18       | 22              | 17     | 22     | 13     |
| Saison    | Total | Ouest    | Centre   | Est      | Sibérie         |        |        |        |
| 1994      | 62    | 22       | 18       | 9        | 13              |        |        |        |
| 1995      | 62    | 22       | 22       | 18       |                 |        |        |        |
| 1996      | 60    | 22       | 22       | 16       |                 |        |        |        |
| 1997      | 61    | 22       | 21       | 18       |                 |        |        |        |
| Saison    | Total | Ouest    | Centre   | Sud      | Povoljié        | Oural  | Est    |        |
| 1998      | 119   | 22       | 22       | 21       | 20              | 18     | 16     |        |
| 1999      | 108   | 20       | 19       | 19       | 18              | 16     | 16     |        |
| 2000      | 107   | 19       | 20       | 20       | 18              | 16     | 14     |        |
| 2001      | 110   | 20       | 20       | 20       | 18              | 16     | 16     |        |
| 2002      | 111   | 20       | 20       | 21       | 18              | 16     | 16     |        |
| Saison    | Total | Ouest    | Centre   | Sud      | Oural- Povoljié | Est    |        |        |
| 2003      | 93    | 20       | 20       | 20       | 20              | 13     |        |        |
| 2004      | 81    | 18       | 17       | 17       | 19              | 10     |        |        |
| 2005      | 80    | 18       | 18       | 14       | 19              | 11     |        |        |
| 2006      | 81    | 19       | 18       | 17       | 14              | 13     |        |        |
| 2007      | 73    | 16       | 16       | 15       | 14              | 12     |        |        |
| 2008      | 83    | 19       | 18       | 18       | 18              | 10     |        |        |
| 2009      | 81    | 19       | 17       | 19       | 16              | 10     |        |        |
| 2010      | 75    | 17       | 16       | 17       | 14              | 11     |        |        |
| 2011-2012 | 75    | 16       | 14       | 18       | 14              | 13     |        |        |
| 2012-2013 | 73    | 14       | 16       | 17       | 15              | 11     |        |        |
| 2013-2014 | 72    | 17       | 16       | 18       | 12              | 9      |        |        |
| 2014-2015 | 74    | 16       | 16       | 22       | 11              | 9      |        |        |
| 2015-2016 | 62    | 15       | 14       | 14       | 10              | 9      |        |        |
| 2016-2017 | 58    | 14       | 13       | 16       | 9               | 6      |        |        |
| 2017-2018 | 64    | 14       | 14       | 17       | 13              | 6      |        |        |
| 2018-2019 | 59    | 13       | 14       | 15       | 11              | 6      |        |        |
| 2019-2020 | 62    | 14       | 14       | 16       | 12              | 6      |        |        |
| Saison    | Total | Groupe 1 | Groupe 2 | Groupe 3 | Groupe 4        |        |        |        |
| 2020-2021 | 64    | 17       | 16       | 16       | 15              |        |        |        |
| 2021-2022 | 76    | 16       | 22       | 22       | 16              |        |        |        |
| 2022-2023 | 72    | 14       | 22       | 24       | 12              |        |        |        |

## Palmarès
| Saison    | Zone 1                         | Zone 2                     | Zone 3                            | Zone 4                               | Zone 5                   | Zone 6                            | Zone 6                            |
| --------- | ------------------------------ | -------------------------- | --------------------------------- | ------------------------------------ | ------------------------ | --------------------------------- | --------------------------------- |
| 1992      | Erzou Grozny                   | Avtodor Vladikavkaz        | Spartak-2 Moscou                  | Baltika Kaliningrad                  | Neftekhimik Nijnekamsk   | Zaria Leninsk-Kouznetski          | Zaria Leninsk-Kouznetski          |
|           | Zone 1                         | Zone 2                     | Zone 3                            | Zone 4                               | Zone 5                   | Zone 6                            | Zone 7                            |
| 1993      | Anji Makhatchkala              | Saliout Belgorod           | Torpedo Arzamas                   | Torpedo-MKB Mytichtchi               | Vympel Rybinsk           | Devon Oktiabrski                  | Angara Angarsk                    |
|           | Ouest                          | Ouest                      | Centre                            | Centre                               | Sibérie                  | Sibérie                           | Est                               |
| 1994      | Fakel Voronej                  | Fakel Voronej              | Torpedo Voljski                   | Torpedo Voljski                      | Tchkalovets Novossibirsk | Tchkalovets Novossibirsk          | Dinamo Iakoutsk                   |
|           | Ouest                          | Ouest                      | Centre                            | Centre                               | Est                      | Est                               | Est                               |
| 1995      | Spartak Naltchik               | Spartak Naltchik           | Gazovik-Gazprom Ijevsk            | Gazovik-Gazprom Ijevsk               | Metallourg Krasnoïarsk   | Metallourg Krasnoïarsk            | Metallourg Krasnoïarsk            |
| 1996      | Metallourg Lipetsk             | Metallourg Lipetsk         | Lada Dimitrovgrad                 | Lada Dimitrovgrad                    | Irtych Omsk              | Irtych Omsk                       | Irtych Omsk                       |
| 1997      | Arsenal Toula                  | Arsenal Toula              | Rubin Kazan                       | Rubin Kazan                          | Tom Tomsk                | Tom Tomsk                         | Tom Tomsk                         |
|           | Ouest                          | Sud                        | Centre                            | Povoljié                             | Oural                    | Est                               | Est                               |
| 1998      | Torpedo-ZIL Moscou             | Volgar-Gazprom Astrakhan   | Spartak-Orekhovo Orekhovo-Zouïevo | Torpedo-Viktoria Nijni Novgorod (ru) | Amkar Perm               | Metallourg Novokouznetsk          | Metallourg Novokouznetsk          |
| 1999      | Avtomobilist Noguinsk          | Kouban Krasnodar           | Spartak-Tchoukotka Moscou         | Lada Togliatti                       | Nosta Novotroïtsk        | Metallourg Novokouznetsk          | Metallourg Novokouznetsk          |
| 2000      | Severstal Tcherepovets         | Kouban Krasnodar           | FK Khimki                         | Svetotekhnika Saransk                | Neftekhimik Nijnekamsk   | Metallourg Novokouznetsk          | Metallourg Novokouznetsk          |
| 2001      | Dinamo Saint-Pétersbourg       | SKA Rostov                 | Metallourg Lipetsk                | Svetotekhnika Saransk                | Oural Iekaterinbourg     | SKA-Khabarovsk                    | SKA-Khabarovsk                    |
| 2002      | Baltika Kaliningrad            | Terek Grozny               | Metallourg Lipetsk                | Svetotekhnika Saransk                | Oural Iekaterinbourg     | Metallourg-Zapsib Novokouznetsk   | Metallourg-Zapsib Novokouznetsk   |
|           | Ouest                          | Sud                        | Centre                            | Oural-Povoljié                       | Oural-Povoljié           | Est                               | Est                               |
| 2003      | Arsenal Toula                  | Dinamo Makhatchkala        | FK Orel                           | Kamaz Naberejnye Tchelny             | Kamaz Naberejnye Tchelny | Luch-Energia Vladivostok          | Luch-Energia Vladivostok          |
| 2004      | Torpedo Vladimir               | Dinamo Stavropol           | Fakel Voronej                     | Oural Iekaterinbourg                 | Oural Iekaterinbourg     | Tchkalovets-1936 Novossibirsk     | Tchkalovets-1936 Novossibirsk     |
| 2005      | Baltika Kaliningrad            | Angoucht Nazran            | Saliout-Energia Belgorod          | Sodovik Sterlitamak                  | Sodovik Sterlitamak      | Metallourg Krasnoïarsk            | Metallourg Krasnoïarsk            |
| 2006      | Tekstilchtchik-Telekom Ivanovo | Spartak Vladikavkaz        | Spartak-MJK Riazan                | Nosta Novotroïtsk                    | Nosta Novotroïtsk        | Zvezda Irkoutsk                   | Zvezda Irkoutsk                   |
| 2007      | Sportakademklub Moscou         | Tchernomorets Novorossiisk | Vitiaz Podolsk                    | Volga Oulianovsk                     | Volga Oulianovsk         | Dinamo Barnaoul                   | Dinamo Barnaoul                   |
| 2008      | MVD Rossii Moscou              | Volgar-Gazprom-2 Astrakhan | Metallourg Lipetsk                | Volga Nijni Novgorod                 | Volga Nijni Novgorod     | FK Tchita                         | FK Tchita                         |
| 2009      | Dinamo Saint-Pétersbourg       | Jemtchoujina Sotchi        | Avangard Koursk                   | Mordovia Saransk                     | Mordovia Saransk         | Irtych Omsk                       | Irtych Omsk                       |
| 2010      | Torpedo Vladimir               | Tchernomorets Novorossiisk | Torpedo Moscou                    | Gazovik Orenbourg                    | Gazovik Orenbourg        | Metallourg Krasnoïarsk            | Metallourg Krasnoïarsk            |
| 2011-2012 | Petrotrest Saint-Pétersbourg   | Rotor Volgograd            | Saliout Belgorod                  | Neftekhimik Nijnekamsk               | Neftekhimik Nijnekamsk   | Metallourg-Kouzbass Novokouznetsk | Metallourg-Kouzbass Novokouznetsk |
| 2012-2013 | Khimik Dzerjinsk               | Angoucht Nazran            | Arsenal Toula                     | Gazovik Orenbourg                    | Gazovik Orenbourg        | Luch-Energia Vladivostok          | Luch-Energia Vladivostok          |
| 2013-2014 | FK Tosno                       | Volgar Astrakhan           | Sokol Saratov                     | FK Tioumen                           | FK Tioumen               | Sakhaline Ioujno-Sakhalinsk       | Sakhaline Ioujno-Sakhalinsk       |
| 2014-2015 | Spartak-2 Moscou               | Torpedo Armavir            | Fakel Voronej                     | Kamaz Naberejnye Tchelny             | Kamaz Naberejnye Tchelny | Baïkal Irkoutsk                   | Baïkal Irkoutsk                   |
| 2015-2016 | FK Khimki                      | Spartak Naltchik           | FK Tambov                         | Neftekhimik Nijnekamsk               | Neftekhimik Nijnekamsk   | Smena Komsomolsk-sur-l'Amour      | Smena Komsomolsk-sur-l'Amour      |
| 2016-2017 | Dinamo Saint-Pétersbourg       | Rotor Volgograd            | Avangard Koursk                   | Olimpiets Nijni Novgorod             | Olimpiets Nijni Novgorod | FK Tchita                         | FK Tchita                         |
| 2017-2018 | Tchertanovo Moscou             | FK Armavir                 | Ararat Moscou                     | Mordovia Saransk                     | Mordovia Saransk         | Sakhaline Ioujno-Sakhalinsk       | Sakhaline Ioujno-Sakhalinsk       |
| 2018-2019 | Tekstilchtchik Ivanovo         | Tchaïka Pestchanokopskoïe  | Torpedo Moscou                    | Neftekhimik Nijnekamsk               | Neftekhimik Nijnekamsk   | Irtych Omsk                       | Irtych Omsk                       |
| 2019-2020 | Veles Moscou                   | Volgar Astrakhan           | Dinamo Briansk                    | Akron Togliatti                      | Akron Togliatti          | Irtych Omsk                       | Irtych Omsk                       |
|           | Groupe 1                       | Groupe 2                   | Groupe 2                          | Groupe 3                             | Groupe 3                 | Groupe 4                          | Groupe 4                          |
| 2020-2021 | Kouban Krasnodar               | Olimp-Dolgoproudny         | Olimp-Dolgoproudny                | Metallourg Lipetsk                   | Metallourg Lipetsk       | Kamaz Naberejnye Tchelny          | Kamaz Naberejnye Tchelny          |
| 2021-2022 | Dinamo Makhatchkala            | Chinnik Iaroslavl          | Chinnik Iaroslavl                 | Rodina Moscou                        | Rodina Moscou            | Volga Oulianovsk                  | Volga Oulianovsk                  |
| 2022-2023 | Tchernomorets Novorossiisk     | FK Leningradets            | FK Leningradets                   | Sokol Saratov                        | Sokol Saratov            | FK Tioumen                        | FK Tioumen                        |

1. ↑  La zone Oural-Povoljié est renommée Oural-Privoljié à partir de la saison 2016-2017.
2. ↑  L'édition 2019-2020 est arrêtée de manière anticipée au mois de mars 2020 en raison de la pandémie de Covid-19 en Russie, alors que la plupart des groupes sont encore en pleine trêve hivernale. Les classements au moment de l'abandon sont par la suite considérés comme définitifs[5].

## Coupe PFL

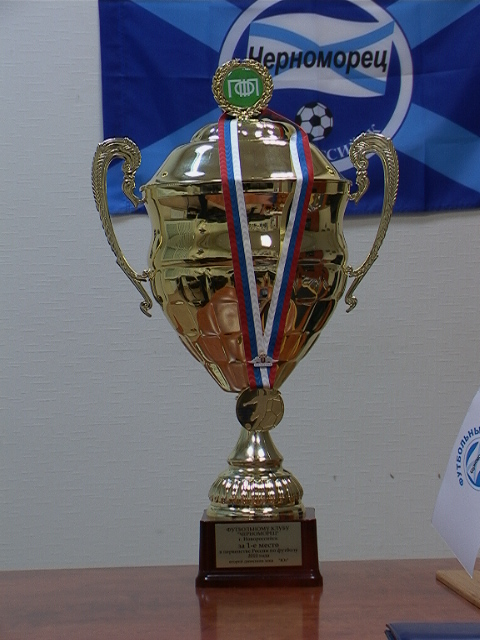
La coupe PFL.

Entre 2003 et 2010, un tournoi de fin de saison est organisé entre les cinq vainqueurs de groupes de la troisième division afin de déterminer le champion de la compétition. Les équipes sont regroupées au sein d'un groupe unique où elles s'affrontent chacune une fois sur terrain neutre, au stade Loujniki de Moscou. À l'issue de ce mini-tournoi, le premier au classement est déclaré champion de la troisième division et reçoit le trophée de la coupe PFL.

### Palmarès
| Saison | Premier                    | Deuxième            | Troisième                | Quatrième                       | Cinquième                      |
| ------ | -------------------------- | ------------------- | ------------------------ | ------------------------------- | ------------------------------ |
| 2003   | Arsenal Toula              | FK Orel             | Luch-Energia Vladivostok | Kamaz Naberejnye Tchelny        | Dinamo Makhatchkala            |
| 2004   | Dinamo Stavropol           | Torpedo Vladimir    | Oural Iekaterinbourg     | Fakel Voronej                   | Tchkalovets-1936 Novossibirsk  |
| 2005   | Sodovik Sterlitamak        | Angoucht Nazran     | Metallourg Krasnoïarsk   | Baltika Kaliningrad             | Saliout-Energia Belgorod       |
| 2006   | Zvezda Irkoutsk            | Spartak Vladikavkaz | Nosta Novotroïtsk        | Spartak-MJK Riazan              | Tekstilchtchik-Telekom Ivanovo |
| 2007   | Vitiaz Podolsk             | Dinamo Barnaoul     | Sportakademklub Moscou   | Tchernomorets Novorossiisk      | Volga Oulianovsk               |
| 2008   | Volga Nijni Novgorod       | Metallourg Lipetsk  | MVD Rossii Moscou        | FK Tchita                       | Volgar-Gazprom-2 Astrakhan     |
| 2009   | Mordovia Saransk           | Avangard Koursk     | Dinamo Saint-Pétersbourg | Jemtchoujina Sotchi             | Irtych Omsk                    |
| 2010   | Tchernomorets Novorossiisk | Gazovik Orenbourg   | Torpedo Vladimir         | Metallourg-Ienisseï Krasnoïarsk | Torpedo Moscou                 |

## Identité visuelle

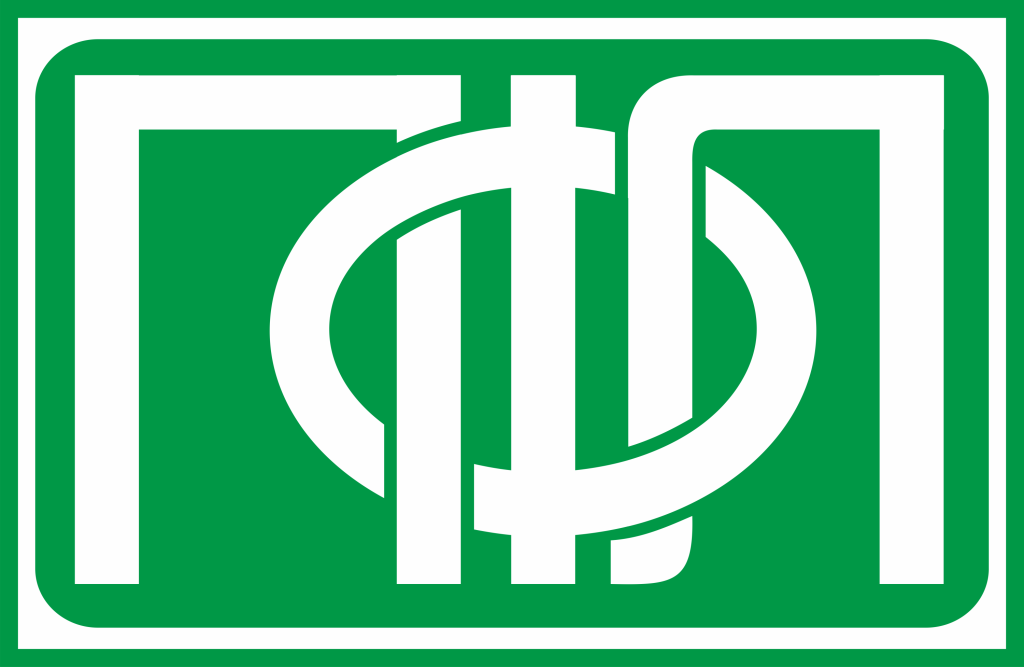
Logo jusqu'en 2019.
Logo depuis 2019.